# Oriano (Cassago Brianza)
Oriano è una frazione geografica del comune di Cassago Brianza in provincia di Lecco posta a sud del centro abitato, verso Renate.

## Storia
Registrato agli atti del 1751 come un villaggio milanese di 160 abitanti, nella seconda metà del XVIII secolo buona parte della popolazione era costituita dalla famiglia Redaelli/Radaelli. Pochi anni dopo incorporò la frazione di Zinzanore e, alla proclamazione del Regno d'Italia, nel 1805 risultava avere 235 residenti. Nel 1809 un regio decreto di Napoleone determinò la soppressione dell'autonomia municipale per annessione a Barzanò, ma il Comune di Oriano fu poi ripristinato con il ritorno degli austriaci. L'abitato crebbe poi discretamente, tanto che nel 1853 risultò essere popolato da 364 anime, salite a 403 nel 1871. Nel frattempo, nel 1863 il governo italiano aveva cambiato nome all'abitato in Oriano di Brianza. L'inizio del XX secolo vide la località crescere ancora, registrando 584 residenti nel 1921. Fu il fascismo a decidere la soppressione del municipio, fondendolo in quello di Cassago Brianza.